# Claudia Riegler (Skirennläuferin)
Claudia Alice Riegler (* 16. Juli 1976 in Ebenau, Österreich) ist eine ehemalige neuseeländische Skirennläuferin. Da sie sich nicht für die österreichische Skinationalmannschaft qualifizieren konnte, startete sie im Skiweltcup für Neuseeland, das Geburtsland ihrer Mutter. Riegler fuhr hauptsächlich Slaloms, vereinzelt auch Riesenslaloms.

## Biografie
Bereits in ihrer ersten Saison 1994/95 erreichte Riegler mit einem elften Platz in Maribor und einem 13. Platz in Lenzerheide wertvolle Punkte für die Startliste im Slalom. In der Saison 1995/96 erzielte sie mehrere Spitzenränge, ehe sie am 10. März 1996 in Serre Chevalier den ersten Weltcupsieg ihrer Karriere feiern konnte. Kurz zuvor verfehlte sie bei den Skiweltmeisterschaften 1996 in der Sierra Nevada die Medaillenränge als Vierte knapp.
Die Saison 1996/97 war Rieglers erfolgreichste Saison. In diesem Winter gelangen ihr drei weitere Weltcupsiege. Damit belegte sie hinter Pernilla Wiberg den zweiten Platz im Slalomweltcup. An diese Erfolge vermochte sie anschließend nicht mehr anzuknüpfen. Allzu oft zahlte sich ihre risikoreiche Fahrweise nicht aus und sie schied in den Rennen aus. Vereinzelt konnte sie sich aber unter den ersten Zehn eines Weltcupslaloms klassieren, zuletzt als Dritte im Dezember 2002 in Lenzerheide. Ihr letztes Weltcuprennen bestritt Riegler am 15. März 2003 in Hafjell bei Lillehammer.
Riegler ist mit dem französischen Abfahrts-Olympiasieger Antoine Dénériaz verheiratet, das Paar hat zwei Söhne. Riegler arbeitete nach ihrer Skikarriere nacheinander für den neuseeländischen Skiverband, Rossignol und Recco.

## Erfolge

### Olympische Spiele
- Salt Lake City 2002: 11. Slalom

### Weltmeisterschaften
- Sierra Nevada 1996: 4. Slalom
- St. Moritz 2003: 16. Slalom

### Weltcup
- Saison 1995/96: 8. Slalomwertung
- Saison 1996/97: 2. Slalomwertung
- 8 Podestplätze im Slalom, davon 4 Siege:

| Datum             | Ort             | Land       |
| ----------------- | --------------- | ---------- |
| 28. Januar 1996   | Serre Chevalier | Frankreich |
| 23. November 1996 | Park City       | USA        |
| 21. Dezember 1996 | Crans-Montana   | Schweiz    |
| 2. Februar 1997   | Laax            | Schweiz    |

### Europacup
- Saison 1995/96: 4. Slalomwertung
- Saison 2000/01: 5. Slalomwertung
- 5 Podestplätze, davon 3 Siege

### Weitere Erfolge
- 1 Podestplatz im Nor-Am Cup
- 2 Siege im Australia New Zealand Cup
- 12 Siege bei FIS-Rennen
- 3 neuseeländische Slalom-Meistertitel (1996, 1998, 2000)
- 2 neuseeländische Riesenslalom-Meistertitel (1996, 1998)